# Huya Live
Huya Live, conhecido globalmente como Nimo TV, é um serviço chinês de streaming de vídeo ao vivo. O site é um dos maiores do gênero na China. Semelhante a outros serviços de streaming como o Loco, o site se concentra principalmente na transmissão ao vivo de videogames e inclui transmissões oficiais de competições de esports. Além disso, Huya também tem transmissões ao vivo para uma variedade de outros gêneros, incluindo culinária, esportes tradicionais e transmissões da "vida real."

## História
Em 24 de novembro de 2014, foi anunciado que o serviço de streaming de vídeo da YY.com começaria a operar de forma independente como Huya Live.
Em 4 de janeiro de 2018, a Riot Games concedeu à Huya Live direitos exclusivos para transmitir a LCK, a liga profissional de esports da Coreia do Sul para League of Legends, na China. O mesmo foi feito para LCS e LEC em 20 de janeiro de 2020, as ligas equivalentes na América do Norte e Europa, respectivamente.
Huya tinha 150 milhões de usuários ativos mensais no início de 2019.
Em abril de 2020, a Tencent tornou-se o maior acionista da Huya, tendo aumentado seu poder de voto para 50,1%, o que reduziu a participação votante da JOYY de 55,5% para 43%.
O aplicativo móvel de Huya foi banido na Índia (junto com outros aplicativos chineses) em 2 de setembro de 2020 pelo governo. A mudança ocorreu em meio à escaramuça China-Índia de 2020.